# Permotipula borealis
Permotipula borealis es una especie extinta de insectos perteneciente al género Permotipula. Fue hallada por Martynova en 1961 y redescrita por Willmann en 1989 como Permila borealis.